# Thomas Bourchier
Thomas Bourchier (Inghilterra, 1412 – Knole House, 30 marzo 1486) è stato un arcivescovo cattolico, lord cancelliere e cardinale inglese.
Era figlio di William Bourchier, I conte di Eu († 1420) e di Anne di Gloucester, figlia di Tommaso Plantageneto, I duca di Gloucester.

## Biografia
Studiò presso l'Università di Oxford e iniziò la carriera ecclesiastica ottenendo rapide promozioni.
Dopo aver ricoperto alcuni incarichi minori, ricevette gli ordini minori nel 1429 e divenne sacerdote nel 1433; venne nominato vescovo di Worcester il 15 maggio 1434, con dispensa papale non avendo ancora raggiunta l'età canonica.
Nello stesso anno fu rettore della Università di Oxford e nel 1443 fu nominato vescovo di Ely; poi in aprile del 1454 fu nominato arcivescovo di Canterbury, diventando Lord Cancelliere d'Inghilterra nel marzo successivo.
Il breve mandato come cancelliere coincise con l'inizio della guerra delle due rose. Nel 1458 contribuì a conciliare le parti contendenti, ma quando la guerra scoppiò di nuovo nel 1459, egli appare come un deciso Yorkista; incoronò re Edoardo IV d'Inghilterra nel giugno del 1461, e quattro anni dopo incoronò la regina, Elisabetta Woodville.
Nel 1457 Bourchier prese parte al processo di Reginald Pecock, vescovo di Chichester, accusato per eresia; nel concistoro del 18 settembre 1467 fu creato cardinale da papa Paolo II con il titolo di Cardinale presbitero di San Ciriaco alle Terme Diocleziane come nomina d'onore richiesta per lui da Edoardo IV, ma ricevette con un certo ritardo la berretta cardinalizia (1473); nel 1475 fu uno dei quattro arbitri nominati per organizzare i dettagli del trattato di Picquigny tra Inghilterra e Francia.
Dopo la morte di Edoardo IV nel 1483 Bourchier convinse la regina a permettere al figlio minore, Riccardo Plantageneto, I duca di York, di condividere la residenza di suo fratello nella Torre di Londra; anche se aveva giurato di essere fedele a Edoardo V prima della morte di suo padre, incoronò Riccardo III d'Inghilterra nel luglio del 1483.
Non venne, comunque, in nessun modo implicato nell'omicidio dei giovani principi, e fu probabilmente uno dei partecipanti alla cospirazione contro Riccardo III.
Il terzo re inglese incoronato da Bourchier fu Enrico VII d'Inghilterra, il quale sposò Elisabetta di York nel gennaio del 1486 ponendo fine alla guerra delle due rose.

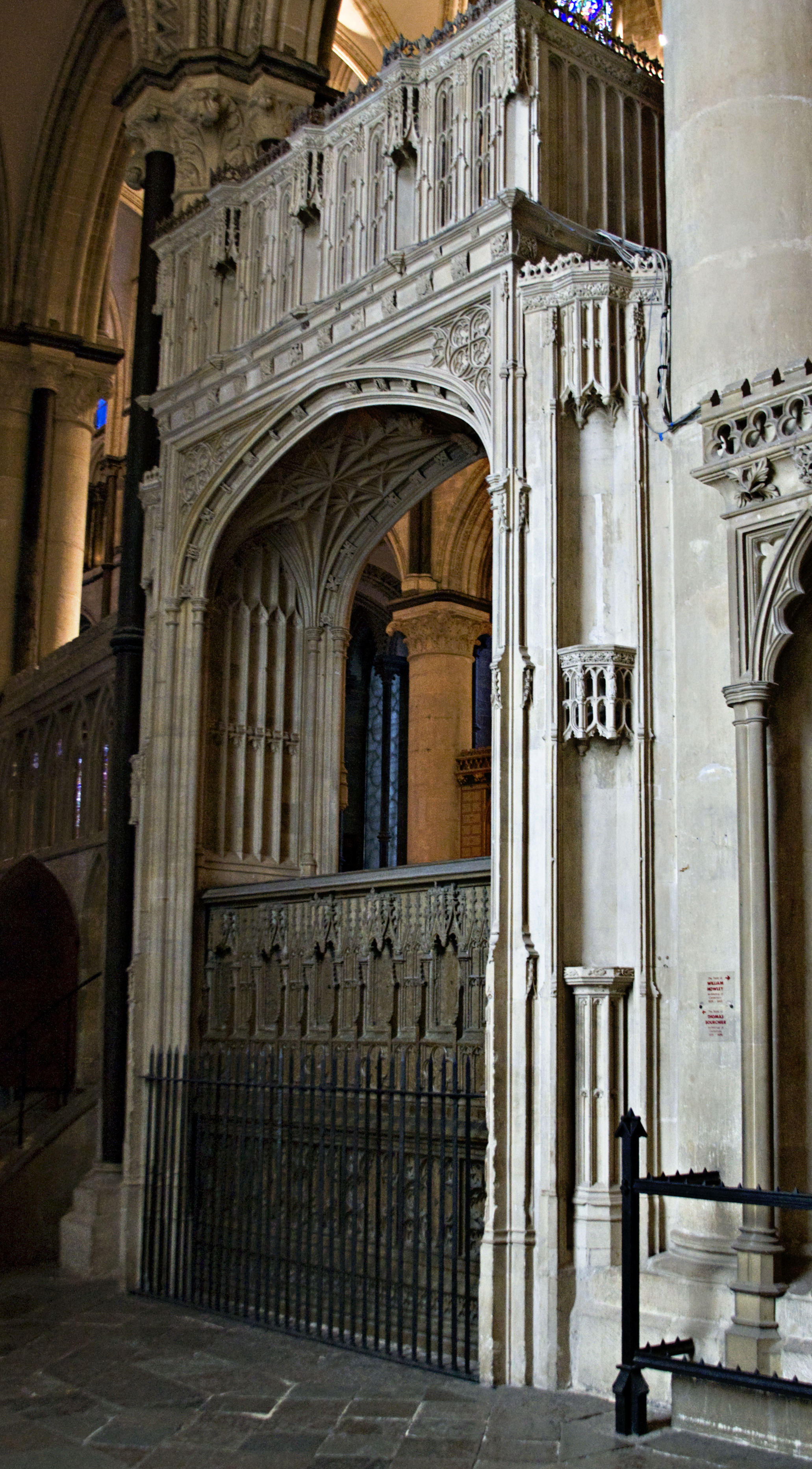
Tomba di Bourchier nella Cattedrale di Canterbury

L'arcivescovo morì il 30 marzo 1486 nella sua residenza, Knole House, vicino a Sevenoaks, e fu sepolto nella Cattedrale di Canterbury.

## Conclavi
Durante il suo cardinalato vi furono due conclavi:
- conclave del 1471, che elesse papa Sisto IV
- conclave del 1484, che elesse papa Innocenzo VIII

Il cardinale Thomas Bouchier non partecipò a nessuno dei due.

## Genealogia episcopale e successione apostolica
La genealogia episcopale è:
- Cardinale Vital du Four
- Arcivescovo John de Stratford
- Vescovo William Edington
- Arcivescovo Simon Sudbury
- Vescovo Thomas Brantingham
- Vescovo Robert Braybrooke
- Arcivescovo Roger Walden
- Cardinale Henry Beaufort
- Cardinale Thomas Bourchier

La successione apostolica è:
- Vescovo William Grey (1454)
- Vescovo John Hales (1459)
- Vescovo John Booth (1465)
- Vescovo John Alcock (1472)
- Cardinale John Morton (1479)
- Vescovo Edmund Audley (1480)
- Vescovo Lionel Wydville (1482)
- Vescovo Richard Martin (1482)

## Ascendenza
|                                            |                              |                                          | Genitori                                 |  |  | Nonni |  |  | Bisnonni                             |  |  | Trisnonni         |  |
|                                            |                              |                                          |                                          |  |  |       |  |  | Robert Bourchier, I barone Bourchier |  |  | John de Bourchier |  |
|                                            |                              |                                          |                                          |  |  |       |  |  | Robert Bourchier, I barone Bourchier |  |  | John de Bourchier |  |
|                                            |                              | Helen Colchester                         |                                          |  |  |       |  |  | Robert Bourchier, I barone Bourchier |  |  |                   |  |
| Sir William Bourchier                      |                              |                                          |                                          |  |  |       |  |  | Robert Bourchier, I barone Bourchier |  |  |                   |  |
|                                            |                              | Margaret Prayers                         | Thomas Prayers                           |  |  |       |  |  |                                      |  |  |                   |  |
|                                            |                              | Margaret Prayers                         | Thomas Prayers                           |  |  |       |  |  |                                      |  |  |                   |  |
|                                            |                              | Margaret Prayers                         | Margaret d'Essex                         |  |  |       |  |  |                                      |  |  |                   |  |
| William Bourchier, I conte di Eu           |                              | Margaret Prayers                         |                                          |  |  |       |  |  |                                      |  |  |                   |  |
|                                            |                              | Sir John de Louvaine                     | Thomas de Louvaine                       |  |  |       |  |  |                                      |  |  |                   |  |
|                                            |                              | Sir John de Louvaine                     | Thomas de Louvaine                       |  |  |       |  |  |                                      |  |  |                   |  |
|                                            |                              | Sir John de Louvaine                     | Joan de Basing                           |  |  |       |  |  |                                      |  |  |                   |  |
| Alianore de Lovayne                        |                              | Sir John de Louvaine                     |                                          |  |  |       |  |  |                                      |  |  |                   |  |
|                                            |                              | Margaret Weston                          | Sir Thomas Weston                        |  |  |       |  |  |                                      |  |  |                   |  |
|                                            |                              | Margaret Weston                          | Sir Thomas Weston                        |  |  |       |  |  |                                      |  |  |                   |  |
|                                            |                              | Margaret Weston                          | Margery                                  |  |  |       |  |  |                                      |  |  |                   |  |
| Thomas Bourchier                           |                              | Margaret Weston                          |                                          |  |  |       |  |  |                                      |  |  |                   |  |
|                                            | Edward III, re d'Inghilterra | Edward III, re d'Inghilterra             |                                          |  |  |       |  |  |                                      |  |  |                   |  |
|                                            | Edward III, re d'Inghilterra | Edward III, re d'Inghilterra             |                                          |  |  |       |  |  |                                      |  |  |                   |  |
|                                            | Edward III, re d'Inghilterra | Isabelle di Francia                      |                                          |  |  |       |  |  |                                      |  |  |                   |  |
| Tommaso Plantageneto, I duca di Gloucester | Edward III, re d'Inghilterra |                                          |                                          |  |  |       |  |  |                                      |  |  |                   |  |
|                                            |                              | Filippa di Hainaut                       | Willem, III conte di Hainaut             |  |  |       |  |  |                                      |  |  |                   |  |
|                                            |                              | Filippa di Hainaut                       | Willem, III conte di Hainaut             |  |  |       |  |  |                                      |  |  |                   |  |
|                                            |                              | Filippa di Hainaut                       | Jeanne di Valois                         |  |  |       |  |  |                                      |  |  |                   |  |
| Anne di Gloucester                         |                              | Filippa di Hainaut                       |                                          |  |  |       |  |  |                                      |  |  |                   |  |
|                                            |                              | Humphrey de Bohun, VII conte di Hereford | William de Bohun, I conte di Northampton |  |  |       |  |  |                                      |  |  |                   |  |
|                                            |                              | Humphrey de Bohun, VII conte di Hereford | William de Bohun, I conte di Northampton |  |  |       |  |  |                                      |  |  |                   |  |
|                                            |                              | Humphrey de Bohun, VII conte di Hereford | Elizabeth de Badlesmere                  |  |  |       |  |  |                                      |  |  |                   |  |
| Eleanor de Bohun                           |                              | Humphrey de Bohun, VII conte di Hereford |                                          |  |  |       |  |  |                                      |  |  |                   |  |
|                                            |                              | Joan FitzAlan                            | Richard FitzAlan, X conte di Arundel     |  |  |       |  |  |                                      |  |  |                   |  |
|                                            |                              | Joan FitzAlan                            | Richard FitzAlan, X conte di Arundel     |  |  |       |  |  |                                      |  |  |                   |  |
|                                            |                              | Joan FitzAlan                            | Eleonora di Lancaster                    |  |  |       |  |  |                                      |  |  |                   |  |
|                                            |                              | Joan FitzAlan                            |                                          |  |  |       |  |  |                                      |  |  |                   |  |